# 아스트라이아
아스트라이아(Ἀστραία, Astraiā)는 그리스 신화에 등장하는 여신이다. 신들의 왕 제우스와 테미스 여신의 사이의 딸이다. 이름은 "별 아가씨"라는 뜻이다. 호라(호라이) 삼녀신의 일주로, 정의의 신격화인 디케 여신과 동일시 되었다. 날개 달린 여성으로 나타나는 일도 있다.
원류는 로마 신화로, 거의 같은 이름으로 대응하는 여신이 존재해 라틴어 형태로는 아스트라에아(Astraea) 또는 아스트레아라고도 한다. 로마 신화의 정의의 여신인 유스티티아와 동일시 되었다.

## 개설

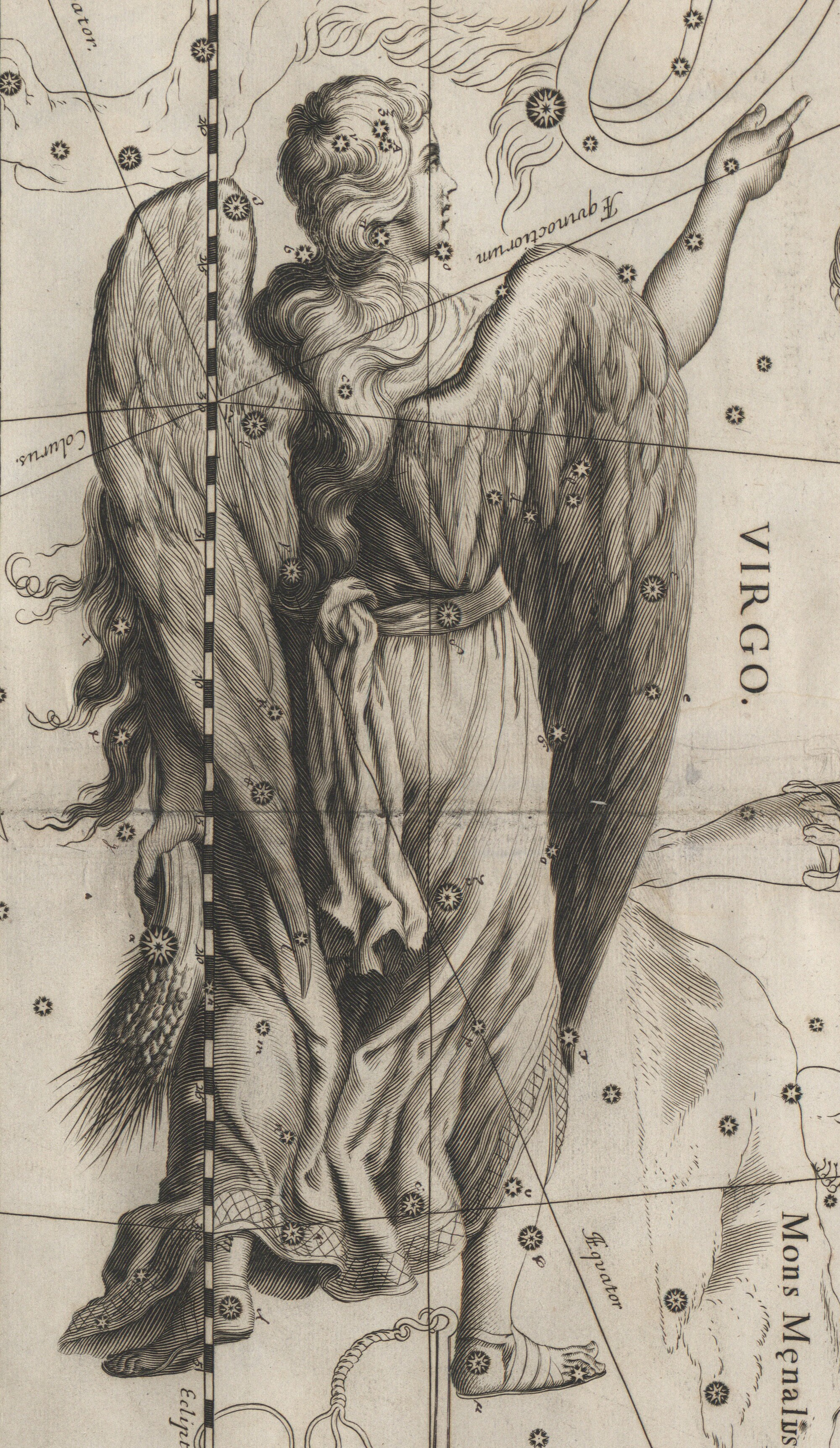
처녀자리

헬레니즘 이후의 비교적 새로운 시대의 신화에 따르면, 인류의 단계적인 타락에 실망해 지상을 떠났다고 한다.
오비디우스의 "변신 이야기"에 따르면, 지상이 사투르누스에 의해서 통치되고 있었던 시대, 기후는 항상 온난하고, 경작하지 않아도 자연은 풍부한 은혜를 가져오고 있었다. 인류는 이것에 만족하고, 아직 문명을 가질 필요가 없고, 법률도 필요없고, 스스로 평화롭게 살고 있었다. 이 시대는 황금시대라고 한다.
그러나, 유피테르가 사투르누스로부터 정권을 빼앗아, 시대는 백은시대가 되어, 세계에 사계가 초래되었다.
사람들은 양식을 얻기 위해 경작을 실시하지 않을 수 없게 되어, 한서로부터 피하기 위해 주거에 살게 되었다. 계속되는 동기시대에는, 인류는 마침내 무기를 손에 넣어 싸우게 되었다.
그리고 마지막에 철기시대가 찾아와 지상에는 모든 악행이 만연했다. 철이나 금 등의 지하자원을 손에 넣게 된 인류는, 문명이나 경제를 발달시켜, 소유욕구에 몰려 토지의 사유나 해외 원정을 시작했다.
아스트라이아는 신들 사이에서 끝까지 지상에 머물어 사람들에게 정의를 계속 호소했지만, 이 시대에 이르러, 결국, 욕망대로 행해진 살육에 의해서 피에 물든 지상을 떠났다.
그리고 그녀는 하늘에 빛나는 별이 되어, 그러므로 "별 아가씨"라고 불리게 되었다.
현재 그 모습은 처녀자리라고도 불리고 있다. 또, 선악을 도모하기 위해서 소지하고 있는 천칭이 천칭자리가 되었다고 여겨지고 있다.
소행성 아스트라이아는, 그녀에게 연관되어 이름 붙여졌다.
윌리엄 세익스피어의 타이터스 앤드러니커스에도 언급된 랠프 월도 에머슨도 "아스트라에아"(Astraea)라는 시를 남겼다.

## 참고 문헌
- 고우즈 하루시게 「그리스·로마 신화 사전」이와나미 서점, 1960년, 2007년

## 같이 보기
- 정의 (타로)
- 디케
- 유스티티아
- 처녀자리